# Thelechoris striatipes
Espèce
Synonymes
- Entomothele striatipes Simon, 1889
- Telechoris karschii Bösenberg & Lenz, 1895
- Ischnothele mashonica Pocock, 1901
- Ischnothele gracilis Tucker, 1917
- Ischnothele cassetti Tucker, 1920

Thelechoris striatipes est une espèce d'araignées mygalomorphes de la famille des Ischnothelidae.

## Distribution
Cette espèce se rencontre à Madagascar à Nosy Be, au Kenya, en Tanzanie, au Mozambique, au Malawi, en Zambie, au Congo-Kinshasa, en Angola, en Namibie, au Botswana, au Zimbabwe et en Afrique du Sud,.

## Description
La carapace du mâle lectotype mesure 6,16 mm de long sur 6,24 mm.

## Systématique et taxinomie
Cette espèce a été décrite sous le protonyme Entomothele striatipes par Simon en 1889. Elle est placée en synonymie avec Thelechoris rutenbergi par Benoit en 1964. Elle est relevée de synonymie par Coyle en 1995.
Telechoris karschii, Ischnothele mashonica, Ischnothele gracilis et Ischnothele cassetti ont été placées en synonymie par Coyle en 1995.

## Publication originale
- Simon, 1889 : « Études arachnologiques. 21e Mémoire. XXXI. Descriptions d'espèces et de genres nouveaux de Madagascar et de Mayotte. » Annales de la Société entomologique de France, sér. 6, vol. 8, p. 223-236 (texte intégral).